# 五洲龍
深圳五洲龙汽车有限公司，是一家以生产新能源客车为主的中國企业，總部位於深圳市龍崗區。

## 历史
1987年5月，揭西籍企业家张景新创办广东省汽车工业贸易总公司揭西公司（后更名为广东富达企业集团有限公司）。
2002年10月，中国第一辆混合动力客车样车“中国一号”由富达企业集团研发成功。
2003年12月，张景新把富达企业集团从揭阳迁到深圳，将其注册为深圳市五洲龙汽车有限公司。
2005年11月，经深圳市政府特许，7台五洲龙混合动力客车在深圳龙岗坪山投入运营，拉开了中国新能源汽车商业示范运行的序幕。
2011年8月，第26届世界大学生运动会期间，深圳投放2011辆各类新能源汽车，其中五洲龙公司投放1511辆，占总量的75%。

## 外部連結
- 深圳市五洲龙汽车有限公司（页面存档备份，存于）